# 大江原比呂
大江原 比呂（おおえはら ひろ、2004年8月17日 - ）は、日本中央競馬会 (JRA) ・美浦トレーニングセンター武市康男厩舎に所属していた元騎手。
祖父は元調教師の大江原哲。父、大江原勝も蛯名正義厩舎で調教助手を務めるほか、大叔父に藤原辰雄厩舎で調教助手を務めた大江原隆、従兄弟に騎手の大江原圭などがいる競馬一家。

## 来歴
競馬に携わる家系に生まれる。幼稚園に入る頃から体操を始め、小学4年まで続けて、全国大会に出場するまでの腕前になった。馬に接し出したのは小学5年生になってからで、友達に誘われて乗馬を始める。2018年の14歳の時、中山競馬場へ勝が当時所属していた藤沢和雄厩舎のダービー馬レイデオロが挑んだ有馬記念に連れて行ってもらう。結果はブラストワンピースの2着に負けてしまうが、この時点での比呂はそこまで競馬に固執していなかったが、それでも悔しがっていた。それから少しして藤田菜七子騎手の活躍にも影響を受け、美浦トレセンの乗馬苑で、騎手になるためのスペシャルコースを受講するチームであるジュニアチームに申し込んだ。
2020年4月、JRA競馬学校に第39期生として入学。ケガで1年留年したため2024年に卒業し4年連続、JRA史上13人目（現役7人目）の女性騎手騎手として美浦・武市厩舎所属よりデビュー。
2024年3月2日、初騎乗となる中山1Rでのシアワセノランプは15着で、デビュー週の結果は9レースに騎乗し2着が1回。同年6月9日、東京4Rでズイウンゴサイに騎乗し1着となり初勝利。デビューから89戦目、勝ち上がりは所属武市厩舎の管理馬であった。7月13日函館2歳ステークスでラインパシオンに騎乗し重賞初出走も13着。
2024年10月8日川崎競馬4Rでテルスターに騎乗し、地方競馬初勝利を収めた。
2024ヤングジョッキーズシリーズではJRA東日本地区で3位になり、ファイナルラウンドへの出場を決めたが、12月1日の調教中に右手小指を負傷し、同日騎乗予定が騎手変更となり、ファイナルラウンド出場も辞退。以降、騎乗機会がなかった。
2025年2月1日、本人申請により、JRAは同日付で騎手免許取消を行い、デビューからわずか11カ月での騎手引退を発表した。師匠である武市によれば「本人が、競馬に対しての勝負の世界でやっていくのが厳しかったというのが本音です」「勝負の世界でいろいろな刺激を受ける中で心が折れてしまったのかなと」と語り、休業期間中に「第二の人生で新たに違うことをやってみたいと言っていたので。指をケガして2カ月間、乗っていない中でじっくり考えて、馬から離れて考えてみなさいと。本人も次に何をやりたいか考えた上で決断した」と大江原の引退への経緯を話している。
騎手引退後は、千葉県八千代市のフジスポーツクラブ・八千代緑が丘教室のインストラクターに2月9日より着任した。

## 騎乗成績
|            | 日付           | 競馬場・開催   | 競走名            | 馬名             | 頭数 | 人気 | 着順 |
| ---------- | -------------- | -------------- | ----------------- | ---------------- | ---- | ---- | ---- |
| 初騎乗     | 2024年3月2日   | 2回中山3日1R   | 3歳未勝利         | シアワセノランプ | 16頭 | 10   | 15着 |
| 初勝利     | 2024年6月9日   | 3回東京4日4R   | 3歳未勝利         | ズイウンゴサイ   | 15頭 | 4    | 1着  |
| 重賞初騎乗 | 2024年7月13日  | 1回函館11日11R | 函館2歳ステークス | ラインパシオン   | 14頭 | 14   | 13着 |
| 最終騎乗   | 2024年11月30日 | 5回中山1日7R   | 3歳上500万円以下  | ゲキザル         | 16頭 | 7    | 6着  |